# Josef Dionys Halbmayr
Josef Dionys Halbmayr, uváděn též jako Josef Dionys Halbmayer (11. března 1813 Au u Mnichova – 2. října 1879 Mariánské Lázně), byl rakouský a český politik německé národnosti, v 2. polovině 19. století poslanec Českého zemského sněmu a starosta Mariánských Lázní.

## Biografie
Narodil se v Bavorsku. Byl nadaným studentem, ale brzy mu umřel otec a pak (i kvůli sporům o dědictví s matkou) žil v těžké sociální situaci. Vyučil se v restauracích v Mnichově, Augsburgu, Bayreuthu a Würzburgu. Roku 1835 přišel do Mariánských Lázní jako číšník. V roce 1838 se oženil s Louisou Klingerovou a roku 1842 převzal od tchána místní hotel Klinger. Hotel zásadně přebudoval a rozšířil. Přikupoval i další pozemky a domy, nejen v samotném městě. Patřil mu uhelný důl u Falknova (dnešní Sokolov) a parní mlýn v Plzni (koupil ho od podnikatele a politika Františka Hýry). Postupně se stal jedním z nejbohatších a nejvlivnějších občanů Mariánských Lázní. V letech 1843–1848, 1861–1864 a 1867–1873 byl starostou města.
V 60. letech 19. století se zapojil i do zemské politiky. V zemských volbách v březnu 1867 byl zvolen na Český zemský sněm za kurii obchodních a živnostenských komor (obvod Cheb). Mandát obhájil ve volbách roku 1870. Ve volbách roku 1872 zvolen nebyl, ale dodatečně sem nastoupil roku 1876 místo Georga Habermanna. Opětovně byl zvolen ve volbách roku 1878. Politicky patřil k takzvané Ústavní straně (liberálně a centralisticky orientovaná, odmítající federalistické aspirace neněmeckých etnik).
Zemřel v říjnu 1879. Byl pohřben na hřbitově v Mariánských Lázních, kde patří jeho hrobka mezi nejvýstavnější objekty.